# Rue Geoffroy-Drouet
La rue Geoffroy-Drouet est une voie de Nantes, en France.

## Situation et accès
Située dans le quartier Malakoff - Saint-Donatien, la rue Geoffroy-Drouet, qui relie la rue Maréchal-Joffre à la rue Préfet-Bonnefoy (au niveau de la jonction avec l'allée de la Reine-Margot), est bitumée et ouverte à la circulation automobile. Sur son côté ouest, la rue permet l'accès à l'impasse Furet.
La limite est du secteur sauvegardé de Nantes passe au milieu de la voie. La partie est de la rue (numéros pairs) ne fait pas partie du secteur protégé.

## Origine du nom
Elle rend hommage à Geoffroy Drouet, premier maire de Nantes en 1565 et 1566.

## Historique
Depuis la création le l'église Saint-Clément au XIIIe siècle jusqu'à la fin du XVIIIe siècle, l'angle des actuelles rues Geoffroy-Drouet et Maréchal-Joffre est occupé par le « cimetière de Saint-Clément », ou « cimetière de Chamfleuri ». En 1774, le cimetière paroissial est transféré à La Bouteillerie. Le portail de Chamfleuri, avec sa grille, est alors transféré dans cette nouvelle nécropole. C'est l'ornement de ce portail, un bas-relief représentant un navire, plus précisément un brigantin, qui donne dans les premiers temps le surnom usuel de La Bouteillerie : « le grand Brigandin ».
La voie porte le nom de « petite rue Saint-André » et de « place Saint-André » (baptisée « place Alexander Pope » lors de la Révolution) jusqu'en 1899, en raison de la proximité de la « rue Saint-André » (aujourd'hui rue Préfet-Bonnefoy) et d'une chapelle qui porte ce vocable puis elle est baptisée « rue Geoffroy-Drouet ».

## Voies latérales et environnantes

### Impasse Furet
Localisation : 47° 13′ 17″ N, 1° 32′ 55″ O
L'impasse Furet, côté ouest de la rue Geoffroy-Drouet, mesure une soixantaine de mètres de longueur ; la largeur de son accès sur la rue Geoffroy-Drouet est inférieur à deux mètres.